# Parque nacional Prespa
El parque nacional Prespa (en albanés: Parku Kombëtar i Prespës) es un parque nacional situado en el sureste de Albania en el triángulo fronterizo compartido con Grecia y Macedonia del Norte. Con una superficie aproximada de 277,5 km² (107,1 mi²), el parque abarca las secciones del país del Gran y Pequeño Lago Prespa. Se caracteriza por sus altas montañas, islas estrechas, extensos humedales de agua dulce, marismas, prados, cañaverales y densos bosques.
Establecido para proteger el patrimonio natural y cultural de la región, el parque está incluido en el Cinturón Verde Europeo y la Red Mundial de Reservas de Biosfera bajo el Programa de Biosfera y Hombre de la UNESCO La sección del Gran  lago Prespa de Albania está reconocida como un humedal de importancia internacional por su designación en virtud de la Convención de Ramsar y, además, como Área Importante para las Aves y las Plantas.
Ambos lagos se encuentran esencialmente entre 850 y 900 metros de altitud sobre el Adriático. Situado a unos 150 metros sobre el lago Ohrid, sus aguas pasan a través de varios canales subterráneos kársticos que emergen de manantiales hacia el lago. Mali i Thatë separa el Gran lago Prespa del lago Ohrid, que es uno de los lagos más antiguos del mundo. La montaña es reconocida principalmente por el cultivo de té de montaña que florece en las rocas calizas de la montaña; es uno de los tipos de té más populares del pueblo albanés. Por lo demás, el parque protege la isla de Maligrad, que está salpicada de muchas cuevas aptas para la vida silvestre y un acantilado circular.
Debido a las diferencias de temperatura y clima entre las diferentes áreas y elevaciones del parque, se caracteriza por albergar una amplia gama de plantas y animales . El parque está dentro de los Bosque mixto de los montes Pindo, ecorregión terrestre del bioma Bosque y matorral mediterráneo. Los bosques cubren 13,5 hectáreas (0,1 km²)  del área del parque, con densos bosques de coníferas y caducifolios. 1130 especies de flora y 174 especies de hongos se distribuyen por todo el parque. La fauna está representada por 60 especies de mamíferos, 270 especies de aves, 23 especies de reptiles, 11 especies de anfibios y 23 especies de peces.
El parque nacional Prespa es un paisaje cultural que muestra evidencia de prácticas culturales que se remontan a miles de años, y los rastros más antiguos de habitación humana se remontan al neolítico. Durante la antigüedad clásica, la ruta comercial de la Via Egnatia pasaba cerca de la región, ya que estuvo habitada por varias tribus ilirias y griegas antiguas, así como por romanos y más tarde por bizantinos. No obstante, el parque está salpicado de muchas características naturales y culturales que contienen viviendas prehistóricas e iglesias bizantinas, como las cuevas de Zaver y Treni, la Iglesia de Santa María, etc.

## Geografía

### Localización

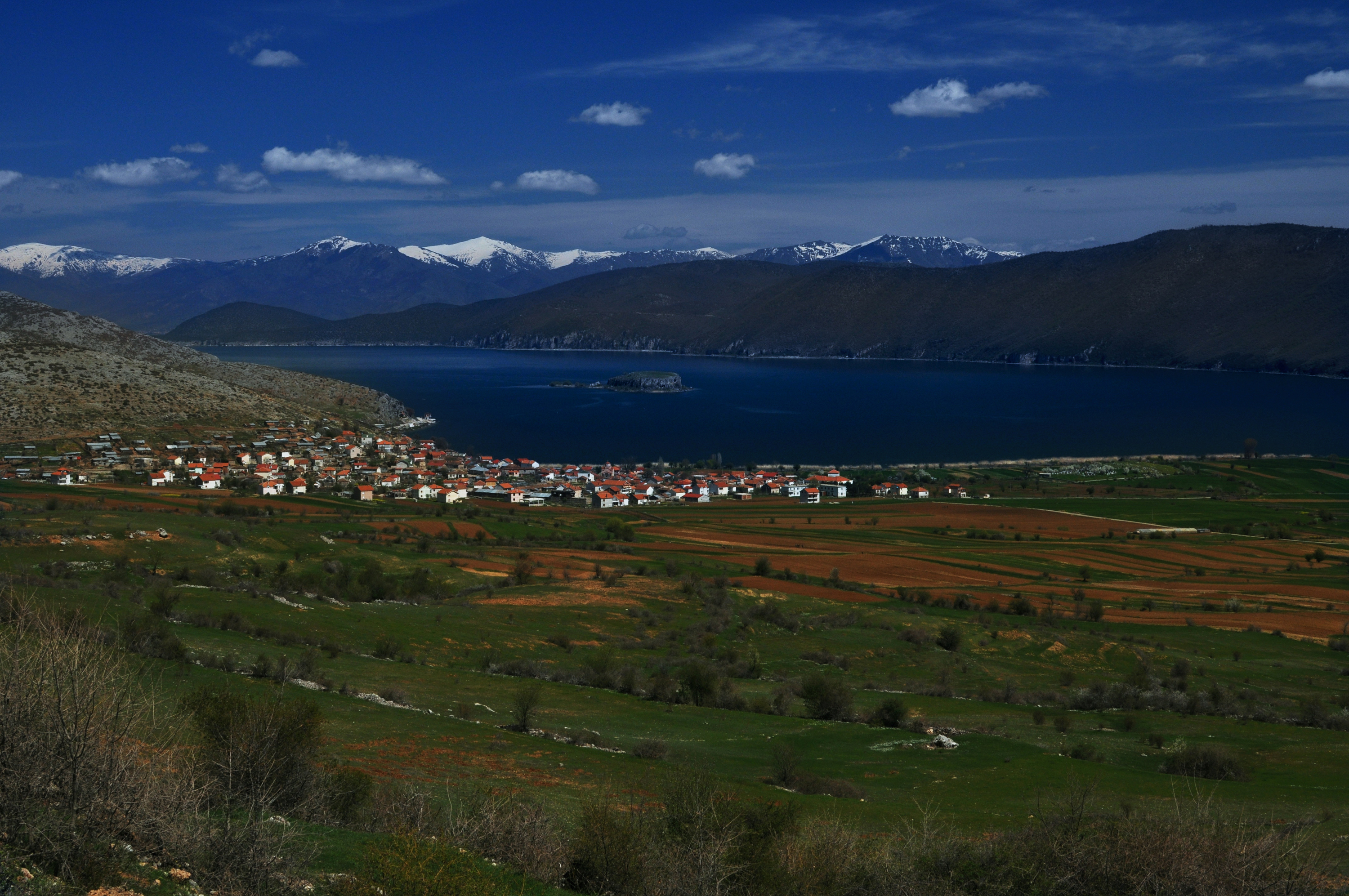
Vista panorámica sobre uno de los Lagos de Prespa y la isla de Maligrad; aunque la isla alberga la iglesia de Santa María.

El parque nacional de Prespa está estratégicamente situado en la región sureste de Albania, limitando con Macedonia del Norte al noreste y con Grecia al sureste. Se encuentra principalmente entre las latitudes 40° y 45° N y las longitudes 20° y 55° E. El parque comprende 27 750 hectáreas (277,5 km²) en el condado de Korçë e incluye el Gran Lago de Prespa, el Pequeño Lago de Prespa, la isla de Maligrad y las regiones circundantes. La ciudad de Korçë es la más cercana y la más grande de la región. 2 100 hectáreas (21 km²) del territorio de dicho parque son tierras agrícolas, mientras que 5 372 hectáreas (53,72 km²) están clasificadas como tierras improductivas. Los bosques ocupan 13 500 hectáreas (135 km²) de la superficie total y sólo 1 828 hectáreas (18,28 km²) están compuestas por pastos y praderas. El resto está ocupado por masas de agua con 4 950 hectáreas (49,5 km²).
El Gran Lago de Prespa es compartido por Albania al oeste, Macedonia del Norte al noreste y Grecia al sureste. Un poco más al sur, el Pequeño Lago de Prespa se extiende entre Albania y Grecia y desagua en el Gran Prespa, del que está separado por un estrecho camino. Los lagos están situados entre 849 y 853 metros de altitud sobre el Adriático, siendo los lagos tectónicos más altos del sureste de Europa. El Gran Prespa se alimenta principalmente de afluentes y arroyos subterráneos y desemboca en el lago Ohrid. Los lagos están rodeados de altas montañas, como Mali i Thatë en Albania y Galičica en el norte de Macedonia. Entre las montañas del oeste hay una estrecha salida de la que el lago desagua durante las crecidas de las fuertes lluvias y en primavera durante el deshielo al río Devoll, que fluye por la cordillera central de Albania hasta desembocar en el mar Adriático, en el Mar Mediterráneo.

### Clima
Según la clasificación climática de Köppen, el clima del parque es, en general, mediterráneo con influencias continentales. Es bastante singular debido a la diversidad del relieve, la variación de la altitud y la posición de la zona asociada a los lagos. La temperatura media mensual oscila entre 0,2 °C (32,4 °F) en enero y 19,2 °C (66,6 °F) en julio. Las lluvias se producen principalmente a finales de otoño y en invierno, mientras que la menor cantidad de precipitaciones se registra en julio y agosto. La precipitación media anual oscila entre 700 milímetros (28 pulgadas) y 1 400 milímetros (55 pulgadas) según la región y el tipo de clima.

## Biodiversidad

### Hábitats

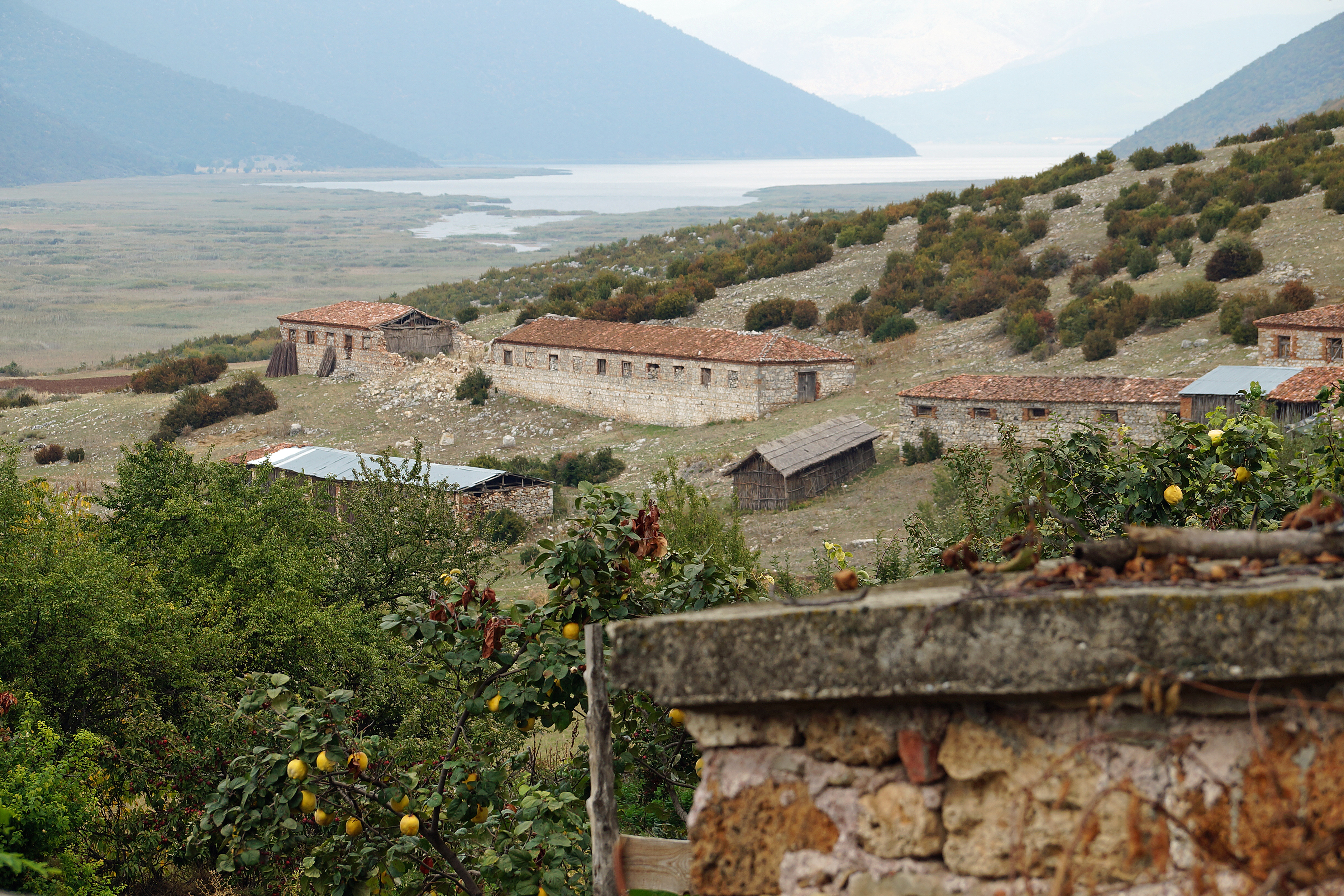
El pueblo de Zagradec situado en el pequeño lago de Prespa.

El parque es un importante paisaje natural que comprende una destacada representación de ecosistemas conectados cuya extensión e intacta proporciona una contrastada y rica biodiversidad que incluye especies natural y culturalmente significativas. El parque es un entorno natural amplio y continuo que comprende varios tipos de paisaje, cada uno de ellos con marcados valores naturales y culturales.
Los cañaverales se encuentran a lo largo de los márgenes de los arroyos y ríos, donde el flujo es más lento, pero se encuentran en mayor medida en los lagos. Tienen un valor excepcional desde el punto de vista ecológico. Las secciones de los lagos del país, cubiertas por cañaverales, tienen una superficie de unas 500 ha. Tienen un gran valor de conservación, ya que constituyen un buen lugar de cría y descanso para una gran variedad de aves y otras especies.
Los lagos de agua dulce de la Gran y la Pequeña Prespa, situados en el parque, pueden dividirse en varias zonas distintas de comunidades biológicas asociadas a la estructura física de los lagos. La zona pelágica abarca las partes profundas de los lagos, principalmente naturales y sin vegetación, donde no pueden crecer las plantas emergentes. La zona litoral es la zona cercana a la orilla que abarca las partes con vegetación, tanto terrestre como emergente, arbórea o arbustiva. La zona fluvial abarca algunos de los sistemas de arroyos y canales más grandes y diversos de la región, incluyendo extensos humedales, llanuras de inundación y manglares que albergan un gran número de aves acuáticas y otras especies acuáticas y marinas.

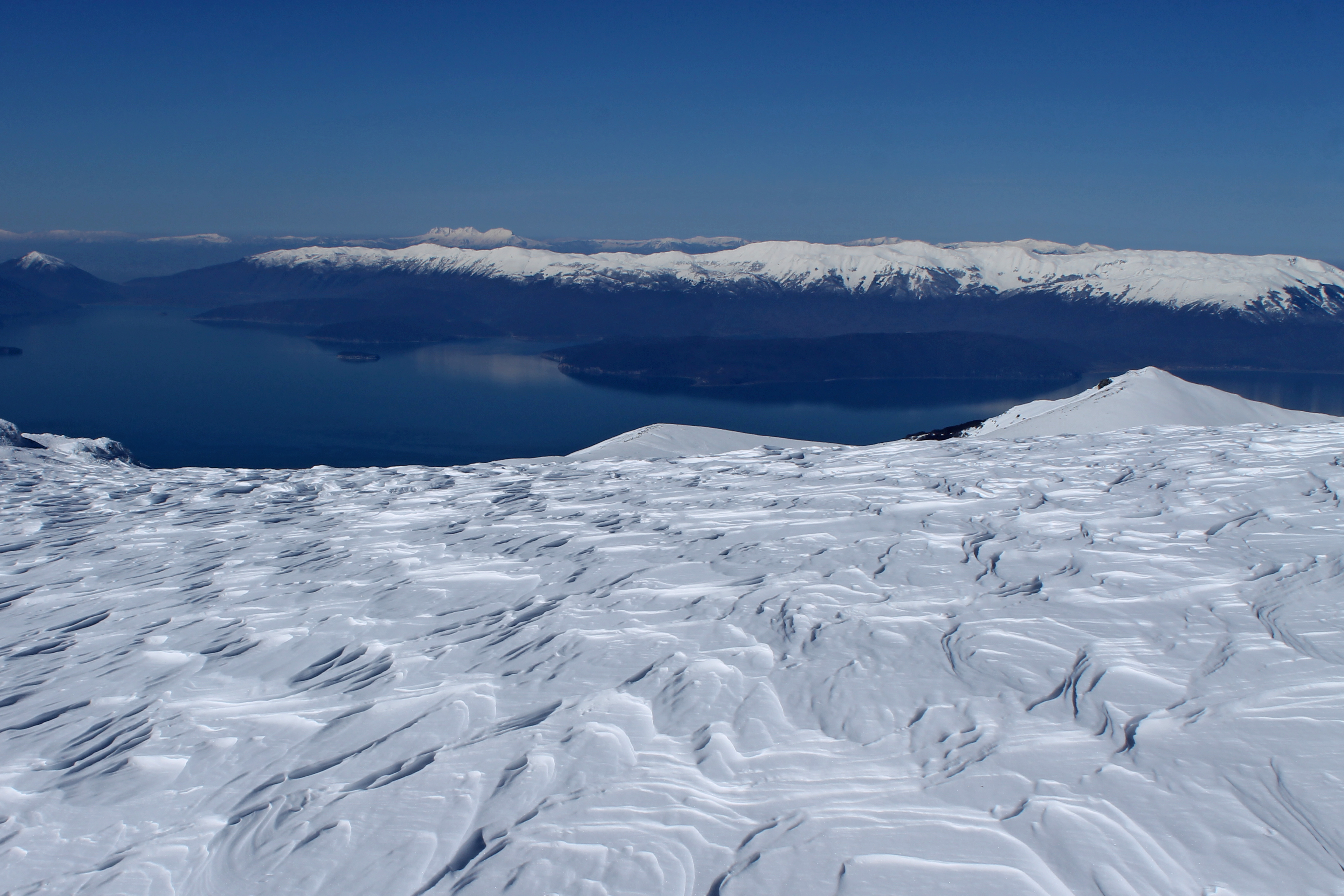
La sección albanesa del Gran Lago Prespa vista desde Macedonia del Norte.

## Colaboración transfronteriza
El parque nacional Prespa, en Albania, pasó a formar parte de un proyecto de parque trinacional y transfronterizo encabezado por la Convención de Ramsar en cooperación con los parques nacionales de Prespa, en Macedonia del norte y Grecia en 2000. Aunque los tres países y las partes internacionales implicadas se han puesto de acuerdo para este proyecto común desde 2000, apenas se ha avanzado en su ejecución y los tres parques se gestionan de hecho como tres parques diferentes. Desde entonces, se ha empezado a poner en marcha otro proyecto de colaboración en el marco del Consejo de Europa: la "Ecorregión Prespa-Ohrid", que pretende unificar todos los proyectos de conservación de los humedales del lago Ohrid y los lagos de Prespa bajo una sola administración. En consecuencia, en 2015 se fundó el Prespa-Ohrid Nature Trust.